# Doctor Syn
Pour plus de détails, voir Fiche technique et Distribution.
Doctor Syn est un film britannique réalisé par Roy William Neill, sorti en 1937.

## Fiche technique
- Titre : Doctor Syn
- Réalisation : Roy William Neill
- Scénario : Roger Burford et Michael Hogan d'après le roman de Russell Thorndike (en)
- Photographie : Jack E. Cox
- Montage : R. E. Dearing (en)
- Pays d'origine : Royaume-Uni
- Format : Noir et blanc - 1,37:1 - Mono
- Genre : drame
- Durée : 78 minutes
- Date de sortie : 1937

## Distribution
- George Arliss : Dr. Syn
- Margaret Lockwood : Imogene Clegg
- John Loder : Denis Cobtree
- Roy Emerton (en) : Capitaine Howard Collyer
- Graham Moffatt (en) : Jerry Jerk
- Frederick Burtwell (en) : Rash, l'instituteur
- George Merritt : Mipps